# Llista de cràters de Fobos
En aquest article només es mostra els noms oficials aprovats per la Unió Astronòmica Internacional (UAI).
Aquesta és una llista de cràters amb nom de Fobos, un dels satèl·lits de Mart, descobert per Asaph Hall el 1877.
El 2019, els 17 cràters amb nom de Fobos representaven el 0,31% dels 5475 cràters amb nom del Sistema Solar. Altres cossos amb cràters amb nom són Amaltea (2), Ariel (17), Cal·listo (142), Caront (6), Ceres (115), Dàctil (2), Deimos (2), Dione (73), Encèlad (53), Epimeteu (2), Eros (37), Europa (41), Febe (24), Ganímedes (132), Gaspra (31), Hiperió (4), Ida (21), Itokawa (10), Janus (4), Japet (58), Lluna (1624), Lutècia (19), Mart (1124), Mathilde (23), Mercuri (402), Mimas (35), Miranda (7), Oberó (9), Plutó (5), Proteu (1), Puck (3), Rea (128), Šteins (23), Tebe (1), Terra (190), Tetis (50), Tità (11), Titània (15), Tritó (9), Umbriel (13), Venus (900), i Vesta (90).

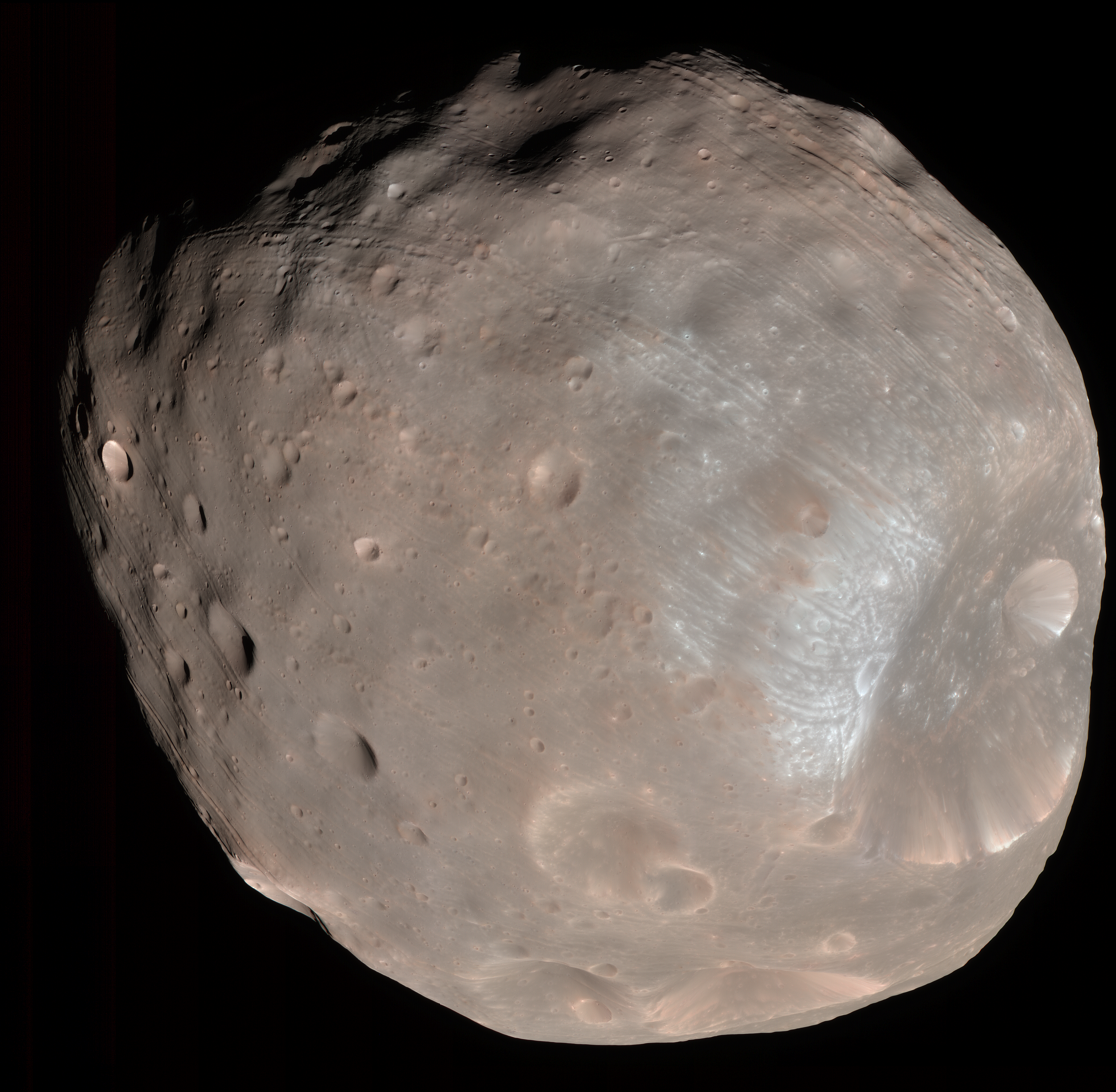
Fotografia de Fobos realitzada per la sonda espacial Mars Reconnaissance Orbiter, 2008.
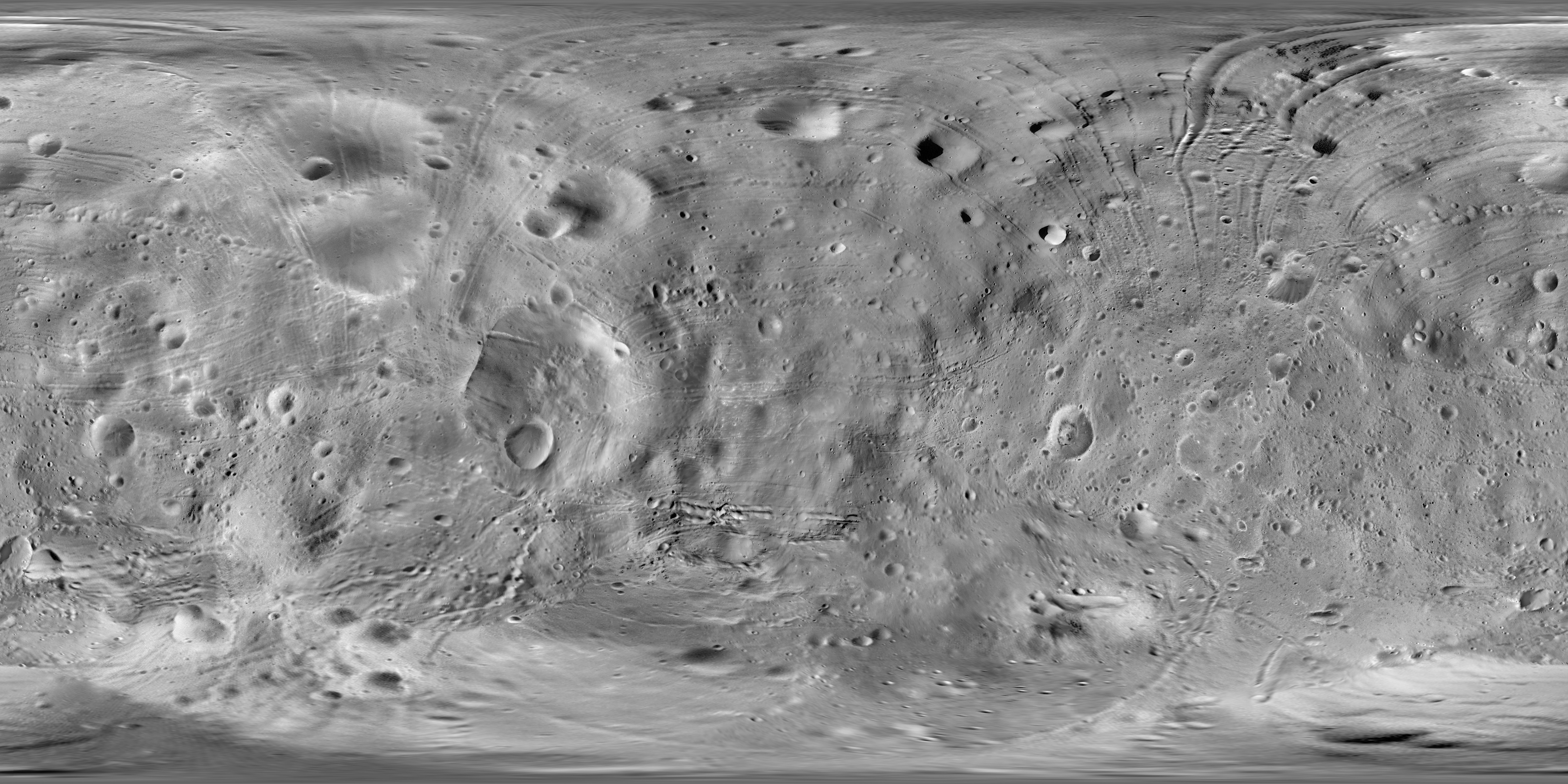
Mapa topogràfic de Fobos
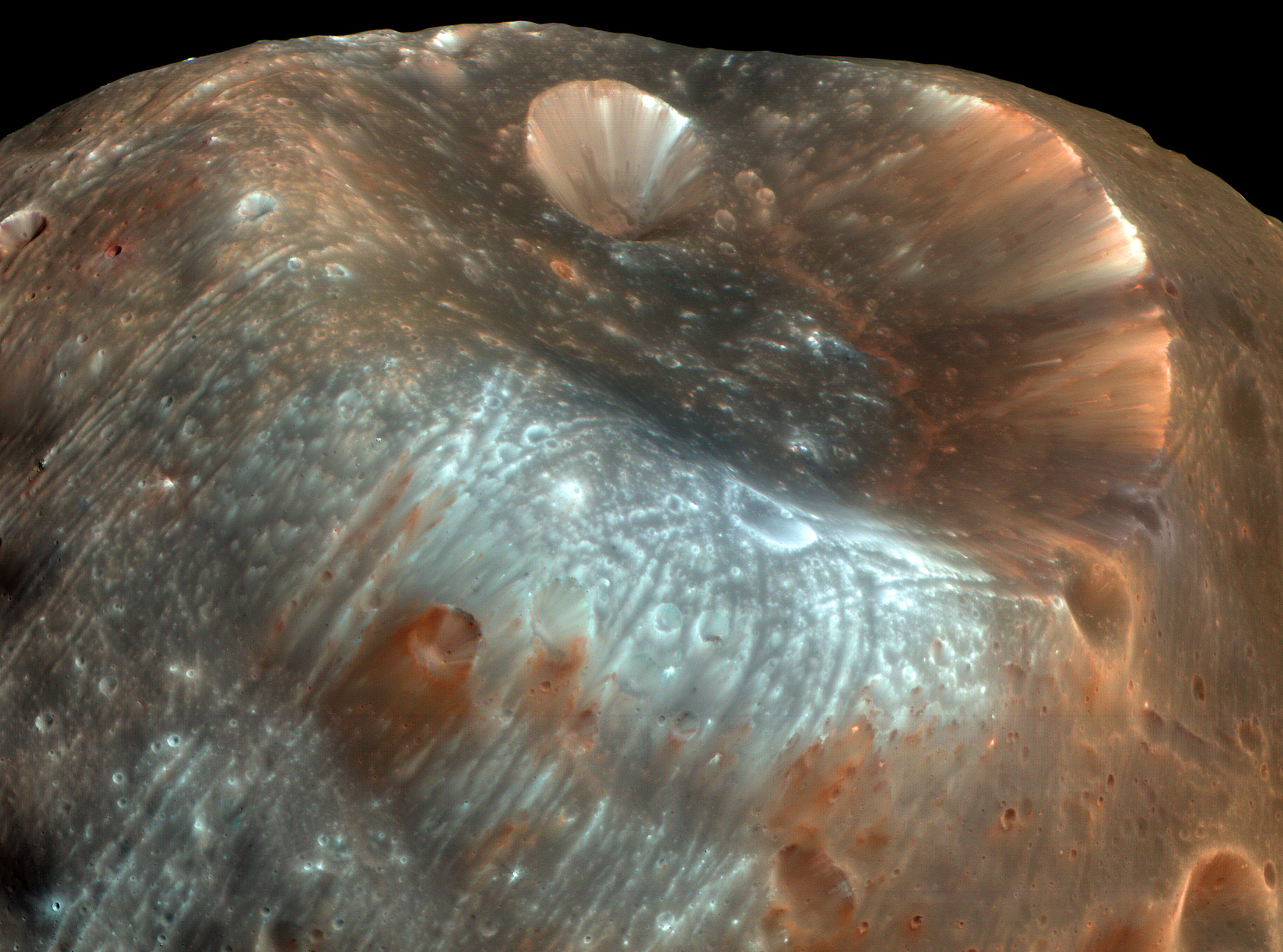
Imatge del cràter Stickney realitzada per la sonda espacial Mars Reconnaissance Orbiter a 6.800 km de distància, 2018

Segons mesures de la seva densitat, Fobos és compost per una barreja de roca i gel. La roca és formada per material de condrita carbonatada, igual que els asteroides de tipus C. Imatges recents de la sonda Mars Global Surveyor indiquen que Fobos és cobert per una capa de regolita d'un metre de profunditat.
La superfície de Fobos presenta nombrosos cràters, el més gros dels quals és el cràter Stickney (9 km). Aquest cràter és tan gran, comparat amb la mida del satèl·lit, que l'impacte que el va produir gairebé devia destruir-lo. També s'hi han observat solcs de 30 m profunditat, 150 m d'ample i 20 km de llarg que probablement van ser produïts per aquest impacte.

## Llista
Els cràters de Fobos porten els noms dels astrònoms que van estudiar aquest satèl·lit (per les denominacions que es van decidir el 1973 i el 2011), i dels personatges i llocs de Els viatges de Gulliver de Jonathan Swift (per a aquelles denominacions posteriors al 2006).
| Cràter    | Coordenades                          | Diàmetre (km) | Epònim | Ref.  |
| --------- | ------------------------------------ | ------------- | --- | ----- |
| Clustril  | 60° N, 91° O / 60°N,91°O             | 3,4           | Personatge de Lilliput, que va informar a Flimnap que la seva dona havia visitat Gulliver en privat a la novel·la Els viatges de Gulliver de Jonathan Swift.                          | WGPSN |
| D'Arrest  | 39° S, 179° O / 39°S,179°O           | 2,1           | Heinrich Louis d'Arrest (1822-1875), astrònom prussià. | WGPSN |
| Drunlo    | 36° 30′ N, 92° 00′ O / 36.5°N,92°O   | 4,2           | Personatge de Lilliput, que va informar a Flimnap que la seva dona havia visitat Gulliver en privat a la novel·la Els viatges de Gulliver de Jonathan Swift.                          | WGPSN |
| Flimnap   | 60° N, 350° O / 60°N,350°O           | 1,5           | Tresorer de Lilliput a la novel·la Els viatges de Gulliver de Jonathan Swift. | WGPSN |
| Grildrig  | 81° N, 195° O / 81°N,195°O           | 2,6           | Nom que va donar Gulliver a la filla del granger al país dels gegants Brobdingnag a la novel·la Els viatges de Gulliver de Jonathan Swift.                                            | WGPSN |
| Gulliver  | 62° N, 163° O / 62°N,163°O           | 5,5           | Lemuel Gulliver, cirurgià, capità i viatger a la novel·la Els viatges de Gulliver de Jonathan Swift.                                                                                  | WGPSN |
| Hall      | 80° S, 210° O / 80°S,210°O           | 5,4           | Asaph Hall (1829-1907), astrònom estatunidenc descobridor de Fobos i Deimos. | WGPSN |
| Limtoc    | 11° S, 54° O / 11°S,54°O             | 2,0           | General de Lilliput que va preparar articles de destitució contra Gulliver a la novel·la Els viatges de Gulliver de Jonathan Swift.                                                   | WGPSN |
| Öpik      | 7° S, 297° O / 7°S,297°O             | 2,0           | Ernst Julius Öpik (1893-1985), astrònom estonià. | WGPSN |
| Reldresal | 41° N, 39° O / 41°N,39°O             | 2,9           | Secretari d'Afers Privats de Lilliput; l'amic de Gulliver a la novel·la Els viatges de Gulliver de Jonathan Swift.                                                                    | WGPSN |
| Roche     | 53° N, 183° O / 53°N,183°O           | 2,3           | Édouard Roche (1820-1883), astrònom francès. | WGPSN |
| Sharpless | 27° 30′ S, 154° 00′ O / 27.5°S,154°O | 1,8           | Bevan Percival Sharpless (1904-1950), astrònom estatunidenc. | WGPSN |
| Shklovsky | 24° N, 248° O / 24°N,248°O           | 2,0           | Ióssif Xklovski (1916-1985), astrònom soviètic. | WGPSN |
| Skyresh   | 52° 30′ N, 320° 00′ O / 52.5°N,320°O | 1,5           | Alt Almirall del Consell de Lilliput que es va oposar a la petició de llibertat de Gulliver i el va acusar de ser un traïdor a la novel·la Els viatges de Gulliver de Jonathan Swift. | WGPSN |
| Stickney  | 1° N, 49° O / 1°N,49°O               | 9,0           | Angeline Stickney (1830-1892), matemàtica, sufragista i abolicionista estatunidenca. Esposa de l'astrònom estatunidenc Asaph Hall.                                                    | WGPSN |
| Todd      | 9° S, 153° O / 9°S,153°O             | 2,6           | David Peck Todd (1855-1939), astrònom estatunidenc. | WGPSN |
| Wendell   | 1° S, 132° O / 1°S,132°O             | 1,7           | Oliver Clinton Wendell (1845-1912), astrònom estatunidenc. | WGPSN |